# Жерс
 Тази статия е за реката във Франция.  За департамента вижте Жерс (департамент).  
Жерс (на френски: Gers) е река в югозападна Франция с дължина 176 km. Извира от Пиренеите и се влива в река Гарона. Най-голямото селище по течението ѝ е Ош.